# Domitius Modestus
Domitius Modestus (grec : Δομίτιος Μοδέστος) est un homme politique de l'Empire romain du IVe siècle.
Il sert les empereurs Constance II, Julien et Valens, et fut nommé préfet du prétoire d'Orient de 369 à 377 et consul pour l'année 372. Converti au paganisme sous l'empereur Julien, il se convertit à l'arianisme sous Valens et intervint dans les querelles religieuses entre ariens et chrétiens nicéens. 

## Biographie

### Origine et caractère
D'origine arabe, Modestus est décrit par Ammien Marcellin comme étant cruel et « tout à fait sans culture ». Il est à l'inverse loué par le rhéteur Libanius qui fut son correspondant. 
En dépit des défauts que lui prête Ammien, Modestus connaît une carrière qui le mène aux plus hautes dignités de l'Empire sous les empereurs Constance II, Julien et Valens.

### Carrière

#### Sous Constance II
En 358, sous le règne de l'empereur Constance II, il est nommé comes Orientis. En 359, durant la deuxième série de guerre menée par Chapour II contre l'Empire romain (qui culmine lors du siège d'Amida), Modestus combat sur la frontière. Le rhéteur Libanius, son correspondant, tente de l'encourager dans plusieurs de ses lettres.   
Modestus se voit confier une autre mission en 359. Il assiste le notaire Paul dans l'organisation d'une commission chargée de juger plusieurs accusés ayant recouru à l'oracle de Bes à Abydos - en violation d'une loi de 357, interdisant la consultation des devins. La commission siège à Scythopolis en Palestine, entre les villes d'Antioche et de Jérusalem où se trouvent les principaux inculpés. Durant le procès, Modestus s'illustre par sa brutalité. Plusieurs hauts personnages des milieux politiques et des intellectuels sont torturés.

#### Sous Julien
La mort de Constance II en 361 laisse Julien seul souverain de tout l'Empire romain. Ce dernier écarte tous les partisans de son prédécesseur des postes de pouvoir, et place au plus hautes dignités ses partisans, adeptes comme lui du paganisme. Modestus, qu'il nomme préfet de Constantinople lors de son séjour à Antioche à l'été 362 (en préparation de sa campagne en Perse), est le seul chrétien qu'il promeut. Cette promotion donne à penser que Modestus aurait apostasié. 

#### Sous Valens
L'empereur Valens nomme Modestus préfet du prétoire d'Orient en 369, charge qu'il exerce jusqu'en 377. Ammien le décrit alors comme « tout dévoué à la faction des eunuques ». Modestus se serait par ailleurs converti à l'arianisme, religion professée par l'empereur.
En 371, Valens le charge de juger certains hauts officiers accusés de pratiquer la magie, et d'avoir consulté un devin (le notaire Théodore) pour connaître le nom de son successeur. Modestus mène l'enquête avec cruauté. Il fait torturer et condamne plusieurs grands personnages de l'Empire, ainsi que de nombreux intellectuels, issus notamment des cercles néoplatoniciens.
Il est récompensé l'année suivante par le consulat, qu'il exerce avec Arinthaeus. Il est l'un des seuls hauts fonctionnaires civils à avoir été élevé à cette dignité habituellement réservée aux généraux de haut rang sous les règnes des empereurs Valens et Valentinien Ier.
En 373, l'intervention de Modestus permet aux ariens d'occuper la grande église d'Édesse au détriment des chrétiens nicéens. Il est l'interlocuteur de Basile de Césarée, qui plaide auprès de lui pour faire respecter les intérêts des nicéens.